# Squamish River
Der Squamish River ist ein Fluss im Südwesten der kanadischen Provinz British Columbia.
Von der Einmündung des Ashlu Creek bis zur Einmündung in den Howe Sound fließt der Squamish River durch das im September 2021 neu eingerichtete Biosphärenreservat Atl'ka7tsme/Howe Sound, einem der drei UNESCO-Biosphärenreservate in der Provinz. Außerdem passiert er kurz vor seiner Mündung noch zwei der Provincial Parks in British Columbia, den Tantalus Provincial Park und den Brackendale Eagles Provincial Park.

## Flusslauf
Der Squamish River hat seinen Ursprung am Pemberton Icefield in den Pacific Ranges. Von dort fließt der Fluss in überwiegend südlicher Richtung nach Squamish, wo er in den Howe Sound mündet. Größere Nebenflüsse des Squamish River sind Elaho River und Ashlu Creek von rechts sowie Cheakamus River von links. Der Squamish River hat eine Länge von etwa 90 km. Das Einzugsgebiet umfasst 3328 km². Der mittlere Abfluss 16 km oberhalb der Mündung beträgt 237 m³/s. Zwischen Juni und August, während der Eisschmelze der Gletscher, werden die höchsten monatlichen Abflüsse gemessen.